# Dècada del 190
La dècada del 190 comprèn el període que va des de l'1 de gener del 190 fins al 31 de desembre del 199.

## Personatges destacats
- Còmmode, emperador romà (180-192)
- Septimi Sever, emperador romà (193-211)
- Caracal·la, emperador romà (198-217)